# Josef Munzinger
Martin Josef Munzinger (Olten, 11 novembre 1791 – Berna, 6 febbraio 1855) è stato un politico svizzero.

## Biografia
Figlio di Konrad, commerciante, e di Elisabeth Schmid, svolse un apprendistato di commercio a Bologna. Nel 1814 prese parte alla fallita rivolta contro i patrizi solettesi e venne esiliato, vivendo per tre anni nella città di Como. La sua attività politica prese i primi passi nel 1830 sull'onda della Rivoluzione di luglio francese. Anche in Svizzera soffiò un vento nuovo con moti rivoluzionari, anche nel Canton Soletta, cui prese parte tenendo un discorso davanti a 2.500 persone riunite a Balsthal, dove sostenne il principio della sovranità popolare. Cattolico di idee liberali con orientamento illuminista, era favorevole ad una Chiesa di Stato, e fu sostenitore del sistema politico rappresentativo e dell'orientamento federalista per la Svizzera.
Nel 1831 fu membro del Gran Consiglio e del Consiglio di Stato del Canton Soletta dal 1833 fu landamano e inviato alla Dieta federale per il suo Cantone. Nel 1848 venne nominato Consigliere agli Stati e nello stesso anno fu eletto tra i primi sette consiglieri federali. Fu il primo capo del dipartimento federale delle finanze e in tale funzione viene ricordato come il padre del franco svizzero e come autore dell'introduzione della moneta unica nazionale. Fu presidente della Confederazione nel 1851 e assunse il dipartimento politico; nel 1853 passò al dipartimento delle poste e dei lavori pubblici. Prima di morire nel 1855 assunse la direzione del dipartimento federale dell'economia, del commercio e delle dogane.
Uno dei suoi figli, Werner, divenne un celebre esploratore e orientalista.